# Edwin Morales
Edwin Neumel Morales (ur. 1998) – portorykański zapaśnik walczący w stylu wolnym. 
Brązowy medalista mistrzostw panamerykańskich w 2025 roku.
Zawodnik Mariana Bracetti Academy Charter School z Filadelfii i Bridgewater State University.